# Švedska
Švedska (šved. Sverige [▶]), službeno Kraljevina Švedska (šved. Konungariket Sverige [▶]), država je na sjeveru Europe, na obali Baltičkog mora. Na kopnu graniči s Norveškom na zapadu te s Finskom na sjeveroistoku, dok je s Danskom na jugozapadu spojena Oresundskim mostom. Švedska ima i isključivo morsku granicu s Estonijom, Latvijom, Litvom, Poljskom, Njemačkom i Rusijom. Četvrta je zemlja po veličini u Europi i zauzima jugoistočni dio Skandinavskoga poluotoka. Glavni grad je Stockholm. Članicom Europske unije postaje 1. siječnja 1995. godine. Švedska se 7. ožujka 2024. pridružila Sjeveroatlantskome Savezu.

## Prirodna obilježja

### Zemljopis
Nalazeći se na sjeveru Europe, Švedska zauzima istočni dio Skandinavskog poluotoka. Na istočnoj obali se nalaze Baltičko more i Botnički zaljev, na jugu Oresundska vrata, a na zapadu tjesnaci Skagerrak i Kattegat. Na zapadu Švedske ističe se Skandinavski planinski lanac (švedski: Skanderna) koji razdvaja Švedsku i Norvešku. 
Najniža točka u Švedskoj nalazi se u jezeru Hammarsjön na -2,41 m ispod morske razine, a najviša točka je na planini Kebnekaise na 2111 m nadmorske visine.
Švedska se po povijesno-geografsko-kulturnom kriteriju dijeli na 25 pokrajina (švedski: landskap).
Iako te pokrajine danas nemaju političku ni administrativnu svrhu, redovito ih se koristi u svakodnevnom govoru. Pokrajine se često grupiraju u tri velike regije, Norrland, Svealand i Götaland.
Oko 15 % površine Švedske se nalazi sjeverno od Arktičkog kruga. Južna Švedska je uglavnom pokrivena poljoprivrednim površinama, dok se prema sjeveru znatno povećava pokrivenost šumama. Najveća gustoća stanovništva u Švedskoj je u Oresundskoj regiji u južnoj Švedskoj te u dolini jezera Mälaren u središnjoj Švedskoj. Gotland i Öland su najveći otoci u Švedskoj. Vänern i Vättern su najveća jezera.

### Klima
Unatoč izrazito sjevernoj zemljopisnoj širini, klima u Švedskoj je umjerena što je uglavnom posljedica Golfske struje. U planinama sjeverne Švedske dominira subarktička klima. Sjeverno od Arktičkog kruga sunce nikada ne zalazi veći dio ljeta, dok je zimi većinu vremena noć.
Temperature zraka po godišnjim dobima (°C):
- Zima: -1° u najjužnijim dijelovima, -5° do -15° u južnim i središnjim dijelovima te do -20° na sjeveru (ponegdje do -40°)
- Proljeće: 10° do 15° u južnim i središnjim dijelovima te nešto hladnije na sjeveru
- Ljeto: 20° do 35° u južnim dijelovima, 18° do 33° u središnjim dijelovima i oko 15° na sjeveru
- Jesen: malo ispod 10° na južnim i središnjim dijelovima te često ispod 5° na sjeveru

Prosječna godišnja količina padalina je između 500 i 800 mm. U nekim dijelovima prosječna količina je između 1000 i 1700 mm.

## Povijest
Moderna Švedska je proizašla iz Kalmarske unije formirane 1397., te ujedinjenjem zemlje od kralja Gustava I. u 16. stoljeću. U 17. stoljeću zemlja je proširila svoj teritorij te je stvoreno Švedsko carstvo. Većina osvojenih teritorija izvan skandinavskog poluotoka je izgubljena tijekom 18. i 19. stoljeća. Istočna polovica Švedske (sastavljena od regije Österland i istočnog dijela regije Norrland) je pripala Rusiji. Švedska je posljednji put izravno sudjelovala u ratu 1814. kada je vojnom okupacijom prisilila Norvešku na personalnu uniju koja je trajala do 1905. Od 1905. Švedska provodi nesvrstanu vanjsku politiku u doba mira te neutralnu politiku u doba rata.

### Razdoblje 1. i 2. svjetskog rata
Tijekom 1. i 2. svjetskog rata Švedska je održala službenu neutralnost. O stvarnoj neutralnosti Švedske tijekom 2. svjetskog rata se ipak raspravlja. S obzirom na to da su joj veze prema ostatku svijeta bile zatvorene zbog blokada, Švedska je bila pod njemačkim utjecajem veći dio ratnog razdoblja. Prema stajalištu tadašnje švedske vlade, država nije bila u poziciji otvoreno se suprotstavljati nacističkoj Njemačkoj, te je stoga surađivala s Nijemcima vođenim Hitlerom. Švedski volonteri u nacističkim SS jedinicama su bili među prvim vojnicima kod invazije na Sovjetski savez tijekom Operacije Barbarossa. Švedska je opskrbljivala nacističku Njemačku željeznom rudom, čelikom i strojnim dijelovima tijekom cijelog razdoblja rata. Pred sam kraj rata, kada se poraz nacista činio neizbježnim, Švedska je pojačala humanitarne aktivnosti što je dovelo do spašavanja brojnih izbjeglica iz okupiranog dijela Europe. Unatoč aktivnostima pred kraj rata, kritičari švedske neutralnosti smatraju kako je zemlja mogla učiniti više u otporu nacistima, čak i pod cijenu okupacije.

### Razdoblje hladnog rata
Nakon završetka 2.svjetskog rata Švedska je iskoristila očuvanu industriju, socijalnu stabilnost i prirodne resurse za daljnje proširenje industrije i opskrbu obnove Europe nakon rata. Nakon rata Švedska je sudjelovala u Marshallovom planu obnove i u Organizaciji ekonomske suradnje i razvoja (OECD) te su uspješno provedene brojne mjere za poboljšanje kvalitete života. Do 1960-ih godina se, kao i ostale skandinavske zemlje, razvila u državu potrošačkog društva i blagostanja. Nakon naftnih embarga 1973. – 74. te 1978. – 79. zemlja je, kao i brojne druge, prošla period ekonomske stagnacije. Tijekom 1980-ih godina došlo je to temeljite rekonstrukcije gospodarstva, prekinuta je brodogradnja, drvna industrija je transformirana u modernu industriju proizvodnje papira, čelična industrija je specijalizirana i industrijska proizvodnja je automatizirana. Švedski premijer Olof Palme je ubijen u atentatu 1986.

### Novija povijest
Nedovoljna kontrola financijskih zajmova, međunarodna recesija te promjena politike zapošljavanja rezultirala je financijskom krizom u Švedskoj u ranim 1990-ima. Tijekom tog razdoblja Švedski BDP je pretrpio pad od 5 %. Tijekom krize je zabilježen pad ukupne zaposlenosti od gotovo 10 %. 
Kao odgovor na krizu vlada je uvela mjere rezanja troškova te provela niz reformi s ciljem povećanja Švedske konkurentnosti. Neke od mjera su bile smanjenje socijalnih davanja te privatizacija javnih usluga i dobara. Veći dio političke scene u zemlji je promovirao članstvo u Europskoj uniji te je na referendumu 14. kolovoza 1994. prevagnuo broj glasova za ulazak u Uniju s 52 % za i 48 % protiv. Švedska je postala službenom članicom Europske unije 1. siječnja 1995.

## Stanovništvo
Zbog velike površine od 450 295 km² te populacije u 2022. od 10 481 937 stanovnika, Švedska ima malu gustoću naseljenosti od oko 24 stanovnika po km². Oko 84 % populacije živi u gradskim naseljima. Stanovnici Švedske imaju visok životni standard, visoko razvijen sustav socijalne skrbi i jedan od najviših prosječnih dohodaka na svijetu.
Veći gradovi u Švedskoj su: Stockholm (765 044), Göteborg (481 410), Malmö (269 142), Uppsala (182 076), Linköping (136 912), Västerås (131 014), Örebro (126 982), Norrköping (124 410), Helsingborg (121 179), Jönköping (119 927), Umeå (110 705), Lund (101 423), Borås (98 886), Sundsvall (93 707), Gävle (92 081)

### Vjerski sastav
U 11. stoljeću došlo je do pokrštavanja žitelja Švedske. Od 16. stoljeća većina švedskog stanovništva pripada Švedskoj luteranskoj crkvi. Postoje i katolička i muslimanska vjerska zajednica.

### Jezici
Švedska je nekada imala 15 priznatih jezika;, 3 su izgubila status, današnji dalekarlijski dijalekt, skonski dijalekt, jamtski. Preostalih 12 jezika su: švedski (nacionalni), finski, južnolaponski, kalo-finski romski, lulejskolaponski, pitejskolaponski, sjevernolaponski, tavringerski romski, tornedalski finski, umejskolaponski, vlaški romski i švedski znakovni jezik, iako se laponski jezici često smatraju dijalektima jedinstvenog jezika.

## Politički sustav
Švedska je ustavna monarhija, unitarna država s parlamentarnim sustavom vlasti.
Švedska se općenito smatra modernom i liberalnom zemljom. Organizacijska i poslovna kultura u Švedskoj se temelji na kolektivizmu i nije zasnovana na hijerarhiji za razliku od angloameričke. Očuvanje prirode, zaštita okoliša i energetska učinkovitost su opće prihvaćeni principi u Švedskoj i imaju prioritet kod definiranja svih državnih politika.

## Gospodarstvo
Švedska je značajan izvoznik željeza, bakra i drvene građe. Razvoj transportnih i komunikacijskih sredstava dao je veliki doprinos snažnijem iskorištavanju prirodnih resursa, prvenstveno drvene građe i željezne rude. Industrijalizacija zemlje krajem 19. stoljeća rezultirala je razvojem manufakturne industrije te se već početkom 20. stoljeća Švedska nalazila među vodećim zemljama po UN-ovom razvojnom indeksu. Švedska je bogata vodnim resursima no ima značajni nedostatak nafte i ugljena.
U Švedskoj je razvijeno izvozno-orijentirano tržišno gospodarstvo s modernim sustavom distribucije dobara, izvrsno razvijenim komunikacijama i obrazovanom radnom snagom. Iako drvna građa, voda i željezna ruda čine tradicionalni temelj švedskog gospodarstva izrazito orijentiranog prema vanjskoj trgovini, dominaciju u izvozu preuzimaju uslužna, telekomunikacijska i IT industrija. 
Inženjerski sektor čini oko 50 % izvoza i proizvodnje te su telekomunikacijska, automobilska i farmaceutska industrija od izuzetnog značaja. Poljoprivreda ima udio od oko 2 % u BDP-u i zaposlenosti.
Švedska središnja banka Riksbank (najstarija središnja banka na svijetu, osnovana 1668.) u središtu pozornosti ima održavanje stabilnosti cijena te čuvanje razine inflacije ispod 2 %. Švedska industrija je najvećim dijelom u privatnom vlasništvu, te su poduzeća u javnom vlasništvu od zanemarive važnosti, za razliku od drugih razvijenih zemalja kao što su Austrija i Italija. Oko 80 % zaposlenih je organizirano u sindikate koji imaju pravo imenovati 2 člana u upravne odbore svih poduzeća s više od 25 zaposlenih. 
U Švedskoj je razvijen veliki javni sektor kao i izuzetno visoke stope poreza. Visoki porezi omogućavaju znatno veći utjecaj države na potrošnju kućanstava nego što je to u drugim razvijenim zemljama. Potrošnja javnog sektora čini oko 53 % BDP-a što je rezultat velikih socijalnih davanja i velikog javnog sektora. Zaposlenici državne i lokalne administracije čine oko trećinu ukupnog broja zaposlenih, što je znatno više od drugih razvijenih zemalja. Švedska se nalazi na drugom mjestu ljestvice državnih prihoda od poreza, odmah iza Danske. U 2007. prihodi od poreza su činili 47,8 % BDP-a. Nakon 2. svjetskog rata i prvog znatnog povećanja poreza, BDP po glavi stanovnika se bitno smanjio u roku nekoliko desetljeća. Nijedna od 50 najvećih tvrtki na Stockholmskoj burzi nije osnovana nakon 1970. godine.
Stopa nezaposlenosti je prema Eurostatu iznosila 6,7 % u veljači 2007. godine (7,4 % u veljači 2006.). Nezaposlenost je viša među mlađom populacijom. Mnogo Šveđana pronalazi posao u Danskoj, Norveškoj i Ujedinjenom kraljevstvu gdje ih se smatra kvalitetnom i obrazovanom radnom snagom. Zbog različitih načina određivanja stope nezaposlenosti, stvarna stopa nezaposlenosti je podložna brojnim suprotnim interpretacijama od strane političkih stranaka i stručnjaka. 
Švedsko gospodarstvo još uvijek djelomično trpi posljedice financijske krize iz 1990-ih koje je rezultiralo velikom nezaposlenosti i vanjskim dugom koji je vrhunac dosegao sredinom 1990-ih kada je iznosio oko 80 % BDP-a. Od tada je dug u stalnom padu te je u prosincu 2007. iznosio oko EUR 124 mlrd, SEK 1167 mlrd ili oko 39 % BDP-a. Prema predviđanjima, vanjski dug bi u 2010. trebao iznositi manje od 20 % BDP-a.
Plan Vlade je u razdoblju od 2007. – 2010. privatizirati određena poduzeća u djelomičnom državnom vlasništvu i sredstvima od privatizacije dodatno smanjiti javni dug.

### Energija
U 2006. je u Švedskoj proizvedeno 139 TWh električne energije, od toga je 61 TWh (44 %) dobiveno iz energije vode, 65 TWh (46 %) iz nuklearne energije, 13 TWh (9 %) iz biogoriva i 1 TWh (1 %) iz energije vjetra. 
Energetsko tržište u Švedskoj je najvećim dijelom u privatnom vlasništvu i dio je Nordijskog energetskog tržišta koje je jedno od prvih liberaliziranih energetskih tržišta u Europi. Energijom iz NET-a se trguje na Nordijskoj energetskoj burzi u Oslu.
Naftna kriza koja je pogodila Švedsku 1973. godine povećala je svijest o potrebi smanjenja ovisnosti o uvozu fosilnih goriva. Od tada se električna energija uglavnom proizvodi iz vodne i nuklearne energije. Kao rezultat provedenog referenduma Švedska je odlučila odustati od izgradnje novih nuklearnih elektrana te provesti plan zatvaranja svih postojećih nuklearnih elektrana do 2010.
S ciljem smanjenja ovisnosti o nuklearnoj energiji i fosilnim gorivima, Švedska je pokrenula program razvoja i promocije obnovljivih izvora energije i energetske učinkovitosti. 2005. je objavljen plan s ciljem potpune neovisnosti Švedske o uvoznim fosilnim gorivima u roku od 15 godina.

### Promet
U Švedskoj postoji 162 707 km asfaltiranih prometnica te 1 428 km autocesta. Željeznički promet je u potpunosti privatiziran i u vlasništvu kompanija kao što su SJ, Green Cargo, Tågkompaniet te niz manjih regionalnih tvrtki. U Švedskoj postoji oko 255 zračnih luka od čega je 147 većih s asfaltiranim stazama te 108 manjih s neasfaltiranim stazama.
Najveće zračna luka su Arlanda u Stockholmu (17,91 mil. putnika u 2007.), Landvetter u Göteborgu (4,3 mil. u 2006.) te Skavsta u Nyköpingu (službeno luka pripada Stockholmu).

## Kultura
Švedska akademija utemeljena je 1786. godine.

### Popularna kultura
Švedska je svjetskoj kulturi popularne glazbe dala mnoga poznata imena, sastave kao što su: ABBA, Europe, Roxette, Ace of Base, The Cardigans i pjevače: Dr. Albana, Aviciija, Petera Holma (Monia) te pjevačicu Neneh Cherry.